# 米丽娅姆·阿德尔森

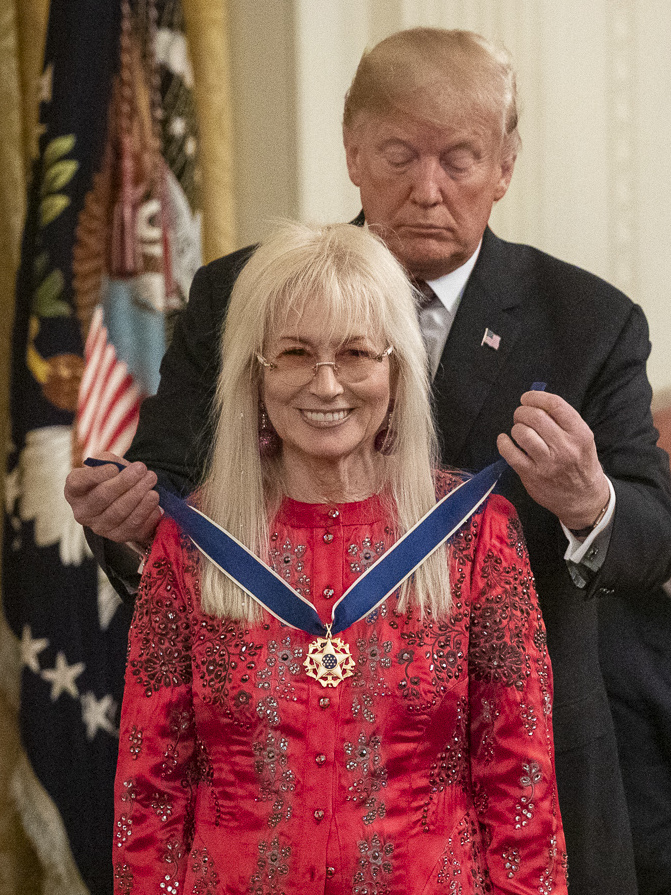
2018年唐纳德·特朗普向其颁发總統自由勳章

米丽娅姆·阿德尔森（娘家姓：Farbstein，1945年10月10日—）是一位美国犹太裔医生和富商，是謝爾登·阿德爾森的遗孀，2018年获唐纳德·特朗普颁发的總統自由勳章。